# Édouard Michelin (1859–1940)
Édouard Michelin (23. června 1859, Clermont-Ferrand – 25. srpna 1940, Orcines u Puy-de-Dôme) byl francouzský podnikatel, spoluzakladatel firmy Michelin, kterou řídil společně se svým bratrem Andrém.

## Životopis
Édouard Michelin se narodil ve městě Clermont-Ferrand. Studoval nejprve práva, poté ale přešel na studium malířství na École des Beaux-Arts v Paříži. Na Montparnassu si Michelin otevřel ateliér. Společně s bratrem Andrém poté převzali v roce 1888 v rodném městě dědictví – firmu na výrobu pryžových výrobků, kterou založil jejich děd a začali ji dále rozvíjet. V roce 1889 vymyslel vyměnitelné pneumatiky s ventilkem pro bicykly a zjednodušil tak jejich opravy. Vynález si dal o měsíc později patentovat a společnost Michelin zakrátko začala také pneumatiky vyrábět. Pneumatiky použil jako první cyklista Charles Thery v závodě Paříž–Brest–Paříž, a jeho vítězství v tomto závodě přesvědčilo i širší veřejnost a tak už za rok používalo Michelinovy pneumatiky již téměř 10 000 cyklistů. Význam vynálezu byl tak velký, že se malá firma stala během tří let vedoucím světovým výrobcem v tomto oboru. Do roku 1895 vyvinula pneumatiky s nafukovací duší a ventilkem pro automobily a již následujícího roku jezdilo 300 pařížských vozů taxislužby s pneumatikami Michelin.
Po smrti svého bratra v roce 1931 převzal vedení společnosti, která měla v roce jeho smrti 25 000 zaměstnanců.
V traumatických týdnech, které následovaly po německé invazi v květnu a červnu 1940, zastínily světové události Michelinovu smrt. Předtím však Michelin vybudoval firmu jako jednu z nejsilnějších tehdejších průmyslových společností v době, s mnoha „nej“ v technologii výroby pneumatik. V roce 1934 dohlížel na akvizici zbankrotované společnosti Citroën, společně se svým synem Pierrem a jejich přítelem Pierrem Boulangerem přetvořil Citroën na jednu z nejinovativnějších automobilek 40. a 50. let, vyrábějící modely jako Citroën Traction Avant, revoluční dodávku Citroën TUB/TUC nebo vůz 2CV připravený k uvedení na připravovaném Pařížském autosalonu 1939 (jeho vývoj i výrobu ale přerušila válka).
Édouard Michelin během svého života utrpěl dvě osobní tragédie, jeho syn Étienne Michelin se zabil při letecké nehodě v roce 1932. Druhý syn Pierre zahynul při silniční dopravní nehodě v blízkosti Montargis v roce 1937.
Stejně jako mnoho průmyslníků, Michelin byl v době Dreyfusovy aféry členem antisemitského tábora („antidreyfusard“).
Jeho pravnuk Édouard řídil společnost až do své tragické smrti v roce 2006.
V roce 2002 byl Édouard Michelin s bratrem Andrém uveden v Dearbornu do Automotive Hall of Fame.